# Baśnie tysiąca i jednej nocy (film 1990)
Baśnie tysiąca i jednej nocy (fr. Les Mille et une nuits) – film fantasy z 1990 roku, znany też pod alternatywnym tytułem Szeherezada.
Film tytułem i treścią nawiązuje do arabskiej Księgi z tysiąca i jednej nocy. Jednak oryginał literacki został potraktowany dość swobodnie, a filmie pojawiają się też wstawki współczesne.

## Fabuła
Film opowiada o przygodach Sheherazady z baśni tysiąca i jednej nocy, która na swojej drodze spotkała wszystkich wielkich bohaterów i królów. Pomaga jej dżin, który mieszka w 1990 w Londynie i używa swojego telewizora do porozumienia się z Sheherazadą.

## Obsada
- Catherine Zeta-Jones – Szeherezada
- Roger Carel – Wielki Wezyr
- Vittorio Gassman – Sinbad
- Thierry Lhermitte – Król
- Stéphane Freiss – Aladin
- Gérard Jugnot – Jimmy Genious (Jim Geniusz)
- Mohamed Majd – niewidomy mężczyzna
- Maurice Illouz – burżuj
- Abdelkader Lofti – gruby kupiec